# Борисенко, Георгий Евгеньевич
Гео́ргий Евге́ньевич Борисе́нко (род. 10 июля 1968) — российский дипломат. Посол Российской Федерации в Египте (с апреля 2020), полномочный представитель Российской Федерации при Лиге арабских государств в Каире (с апреля 2020). Директор Департамента Северной Америки МИД России (2014—2020).

## Биография
Георгий Борисенко родился 10 июля 1968 года. 
Окончил МГИМО СССР в 1990 году. После окончания учебного заведения приступил к дипломатической работе.
В 2003—2011 годах — советник, старший советник, советник-посланник Посольства России в США.
В 2011 году занял пост заместителя директора Департамента Северной Америки. 1 декабря 2014 года приступил к исполнению обязанностей на должности директора Департамента Северной Америки МИД Российской Федерации.
Указом президента России Владимира Путина 27 апреля 2020 года назначен послом Российской Федерации в Египте. Также, по совместительству, назначен полномочным представителем Российской Федерации при Лиге арабских государств в Каире.
Женат. Воспитывает дочь и сына. Владеет английским и немецким языками.

## Дипломатический ранг
- Чрезвычайный и полномочный посланник 2 класса (12 июня 2011).
- Чрезвычайный и полномочный посланник 1 класса (1 июня 2015).
- Чрезвычайный и полномочный посол (10 февраля 2018)[8].

## Награды
- Орден Дружбы (11 июля 2018) — за большой вклад в реализацию внешнеполитического курса Российской Федерации и многолетнюю добросовестную работу[9].
- Орден Почёта (21 мая 2024) — за большой вклад в реализацию внешнеполитического курса Российской Федерации и многолетнюю добросовестную дипломатическую службу[10].